# Callisthenia costilobata
Callisthenia costilobata là một loài bướm đêm thuộc phân họ Arctiinae, họ Erebidae.